# Bolbopsittacus lunulatus
El lorito guayabo (Bolbopsittacus lunulatus) es una especie de ave de la familia de los loros endémica de las selvas de Filipinas, la única del género Bolbopsittacus.

## Subespecies
Se reconocen las siguientes subespecies según un orden filogenético de la lista del Congreso Ornitológico Internacional:
- B. lunulatus lunulatus (Scopoli, 1786) (Luzón)
- B. lunulatus callainipictus Parkes, 1971 (Sámar)
- B. lunulatus intermedius Salvadori, 1891 (Leyte y Panaón)
- B. lunulatus mindanensis (Steere, 1890) (Mindanao)